# Прорезь (лодка)

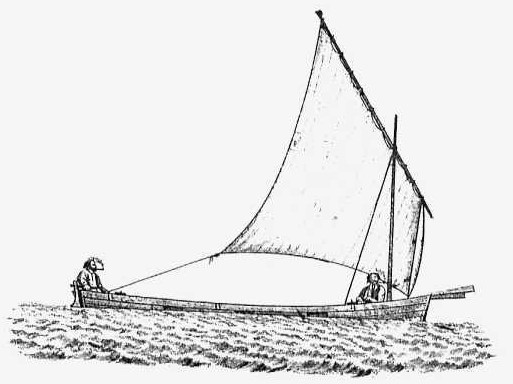
Изображение прорези из чертежей и рисунков, составленных П. А. Богославским к книге о купеческом судостроении в России

Прорезь — разновидность крупных рыболовецких лодок, которые применялись для промысла на Каспийском море, выполняя функцию плавучего живорыбного садка.
Длина такой лодки достигала 10—13 метров, ширина 3,5—5 метров, осадка 0,4—1 метр при высоте бортов 0,6—1,8 метра. Корпус обладал почти вертикальными штевнями. Обычно такие лодки были несамоходными, однако для использования попутного ветра имелись паруса.
Особенностью их конструкции был встроенный отсек с проточной водой для хранения выловленной рыбы, который обустраивался в средней части корпуса. Этот отсек был образован двумя водонепроницаемыми поперечными переборками. Для обеспечения постоянного поступления свежей воды в его днище делались продольные прорези.